# 阿波迪的沙帕達
阿波迪的沙帕達（葡萄牙語：Chapada do Apodi）是巴西東北部北里約格朗德州西波蒂瓜爾中區的一個小區。

## 市鎮
阿波迪的沙帕達下轄以下的市鎮：
- 阿波迪
- 卡拉烏巴斯
- 菲利佩格拉
- 迪什-塞普特·罗萨杜州长市